# Birgit Dorner
Birgit Dorner ist eine deutsche Kunstpädagogin, Künstlerin und Professorin für Kunstpädagogik an der Katholischen Stiftungshochschule München. Sie ist Vorstandsvorsitzende des JFF - Jugend Film Fernsehen e.V.

## Leben und Wirken
Dorner studierte Kunstpädagogik, Malerei und Grafik an der Akademie der Bildenden Künste München (u. a. bei Daniel Spoerri und Horst Sauerbruch), wo sie ihr Staatsexamen und Diplom für Malerei und Grafik ablegte. Sie promovierte an der Ludwig-Maximilians-Universität München zum Thema Positionen kunstpädagogischer Frauenforschung in Deutschland und in den USA seit dem Ende der 60er Jahre.
Seit 1999 ist Dorner Professorin für Kunstpädagogik in der Sozialen Arbeit an der Katholischen Stiftungshochschule München. Ihre Arbeits- und Forschungsschwerpunkte sind unter anderem Kunstpädagogik in der Sozialen Arbeit, Kulturelle Bildung, Neue Ästhetik in sozialen Kontexten, Ästhetische Bildung in der frühen Kindheit, Kunstpädagogik in der Gedenkstättenarbeit und Gender und Diversity in der Kunstpädagogik.

## Funktionen und Mitgliedschaften
- Vorstandsvorsitzende des JFF - Jugend Film Fernsehen e. V.[3]
- Mitglied im Berufsverband Bildender Künstler*innen München u. Oberbayern e.V.[4]
- Vertrauensdozentin der Friedrich-Ebert-Stiftung an der KSH München[2]

## Publikationen (Auswahl)

### Bücher
- Birgit Dorner: Ästhetische Bildung und Kunst in der Sozialen Arbeit. Studienkurs Soziale Arbeit. Nomos Verlagsgesellschaft, Baden-Baden 2024, ISBN 978-3-7560-0230-6.

### Aufsätze
- Birgit Dorner: Soziale Arbeit und die ästhetische Gestaltung von Lebenswelt . In: Thomas Schumacher (Hrsg.): Die Soziale Arbeit und ihre Bezugswissenschaften. Dimensionen sozialer Arbeit und der Pflege. Lucius u. Lucius, Stuttgart 2011, ISBN 978-3-8282-0545-1, S. 209–220.
- Birgit Dorner: Gedenkstätten als kulturelle Lernorte – Gedenkstättenpädagogik mit ästhetisch-künstlerischen Mitteln. In: Heinz Bockhorst, Diana Reinwand, Wolfgang Zacharias (Hrsg.): Handbuch Kulturelle Bildung. Kopaed, München 2012, ISBN 978-3-86736-330-3, S. 786–789.
- Birgit Dorner: Interkultur neu verhäkelt. Transkulturelle Perspektiven der Multicultural Art Education. In: Barbara Lutz-Sterzenbach, Ansgar Schnurr, Ernst Wagner (Hrsg.): Bildwelten remixed. Transkultur, Globalität und Diversity in kunstpädagogischen Feldern. Transcript, Bielefeld 2013, ISBN 978-3-8376-2388-8, S. 147–165.
- Birgit Dorner: Hipp, Haribo und Kinderschokolade - rezeptive Bildkompetenz in der frühen Kindheit. In: Franz Billmayer (Hrsg.): Wieder gelesen. Hermann K. Ehmers Analyse einer Dornkaatwerbung - 50 Jahre danach. Fabrico Verlag, Hannover 2021.
- Carlos Díaz, Birgit Dorner, Heinrich Hussmann, Jan-Willem Strijbos: Conceptual review on scientific reasoning and scientific thinking. In: Current Psychology. 42, Springer 2021, S. 4313–4325.
- Regina Maria Bäck, Rainer Wenrich, Birgit Dorner: Getting There? Together. Cultural Framing of Augmented and Virtual Reality for Art Education. In: Daphne Economou et al: Proceedings of 2021. 7th International Conference of the Immersive Learning Research Network (iLRN). 2021, ISBN 978-1-73489-952-8, S. 312–319.
- Birgit Dorner: Kultur und Nachhaltigkeit in der Kindheit. In: Rita Braches-Chyrek, Charlotte Röhner, Jo Moran-Ellis, Heinz Sünker (Hrsg.): Handbuch Kindheit, Ökologie und Nachhaltigkeit. Barbara Budrich Verlag, Opladen/Berlin/Toronto 2023, ISBN 978-3-8474-2649-3, S. 317–329.
- Birgit Dorner: Land-Art mit Kindern als nachhaltige kulturelle Bildung. In: Rita Braches-Chyrek, Charlotte Röhner, Jo Moran-Ellis, Heinz Sünker (Hrsg.): Handbuch Kindheit, Ökologie und Nachhaltigkeit. Barbara Budrich Verlag, Opladen/Berlin/Toronto 2023, ISBN 978-3-8474-2649-3, S. 615–627.
- Birgit Dorner: Handgreiflich (und) berührt werden. Interaktionen von Material und Künstler*in im gestalterisch-ästhetischen Prozess. In: Charlotte Uzarewicz, Robert Gugutzer, Michael Uzarewicz, Thomas Latka (Hrsg.): Berühren und berührt werden. Zur Phänomenologie der Nähe. Verlag Karl Alber, Baden-Baden 2023, ISBN 978-3-495-99775-8, S. 461–484.
- Carolin Auner, Birgit Dorner, Sabine Pankofer: Professional intervention strategies of social work students in practice situations. In: European Journal of Social Work. Band 27, Nr. 4, 2023, S. 826–839.
- Birgit Dorner, Christop Ellßel, Angelika Mayer, Barbara Purschke, Heike Singer, Martina Wolfinger: Doing PhD an HAW: Personal- und Organisationsentwicklung in und durch strukturierte Promotionsförderung. In: Zeitschrift Personal- und Organisationsentwicklung. Band 18, Nr. 3+4, 2023, S. 79–84.
- Mary Opio-Göres, Ingo Kollar, Birgit Dorner: Teaching Students to Perform Child Welfare Assessments with Adaptable Computer-Supported Scripts and Metacognitive Reflection Prompts. In: Journal of Social Work Education. Band 60, Nr. 3, 2024, S. 360–375.